# La Neuville-sur-Essonne
 La Neuville-sur-Essonne  es una población y comuna francesa, situada en la región de Centro, departamento de Loiret, en el distrito de Pithiviers y cantón de Puiseaux.

## Demografía
| 252 | 236 | 221 | 243 | 248 | 289 |
| Para los censos de 1962 a 1999 la población legal corresponde a la población sin duplicidades (Fuente: INSEE [Consultar]) |     |     |     |     |     |